# …And Justice for All
…And Justice for All (с англ. — «...И правосудие для всех») — четвёртый студийный альбом американской трэш-метал-группы Metallica, выпущенный 7 сентября 1988 года на лейбле Elektra Records. Это был первый полноформатный альбом группы, в записи которого участвовал бас-гитарист Джейсон Ньюстед, сменивший трагически погибшего в 1986 году Клиффа Бёртона. Музыкальное содержание альбома представляет собой материал с более прогрессивной структурой, базирующийся на длинных и сложных мелодиях композиций, исполненных в быстром темпе и содержащих небольшое количество классических куплетных форм, нежели в двух предыдущих (Ride the Lightning и Master of Puppets). Впоследствии многие эксперты критиковали «сухое» звучание и «стерильный» продакшн альбома, а также сетовали на почти полностью заглушенный бас и «странное» звучание ударных, продюсер записи — Флемминг Расмуссен (принимавший участие в создании двух предыдущих дисков группы) — объяснял это своим отсутствием на этапе микширования. Лейтмотив альбома объединён единой концептуальной основой, базирующейся на теме политической и правовой несправедливости, которая формируется благодаря сюжетам отдельных песен: войне, цензуре и ядерному противостоянию. В песнях …And Justice for All участники коллектива критиковали политическую систему США за её лицемерие, ложь и двуличность.
Обложка альбома была создана художником Стивеном Горманом по эскизу Джеймса Хэтфилда и Ларса Ульриха, на ней изображена статуя Богини Юстиции, которую свергают с постамента при помощи тросов, её грудь обнажена, а весы переполнены долларовыми банкнотами. Название пластинки — …And Justice for All — цитата из клятвы верности американскому флагу, оно размещено в нижней части обложки и стилизованно под граффити. В поддержку альбома было выпущено три сингла: «Harvester of Sorrow», «Eye of the Beholder» и «One»; заглавный трек был издан в формате промосингла.
Альбом получил высокие оценки со стороны музыкальных критиков. Впоследствии он был включён в число лучших записей года специализированного опроса «Pazz & Jop», а сингл «One» стал лауреатом премии «Грэмми» в категории «Лучшее метал-исполнение», которая была первой статусной наградой для музыкантов Metallica. На момент выпуска …And Justice for All являлся самым коммерчески успешным альбомом коллектива, кроме того, он был первым андеграундным метал-альбомом, который добился крупного успеха в мейнстримовых чартах США, добравшись до 6-го места в Billboard 200. По состоянию на 2017 год, продажи пластинки в США составляют более 8 миллионов копий, тем самым, размер его тиража занимает второе место среди всех лонгплеев Metallica, что делает его одной из самых популярных записей группы у себя на родине.

## Предпосылки и запись

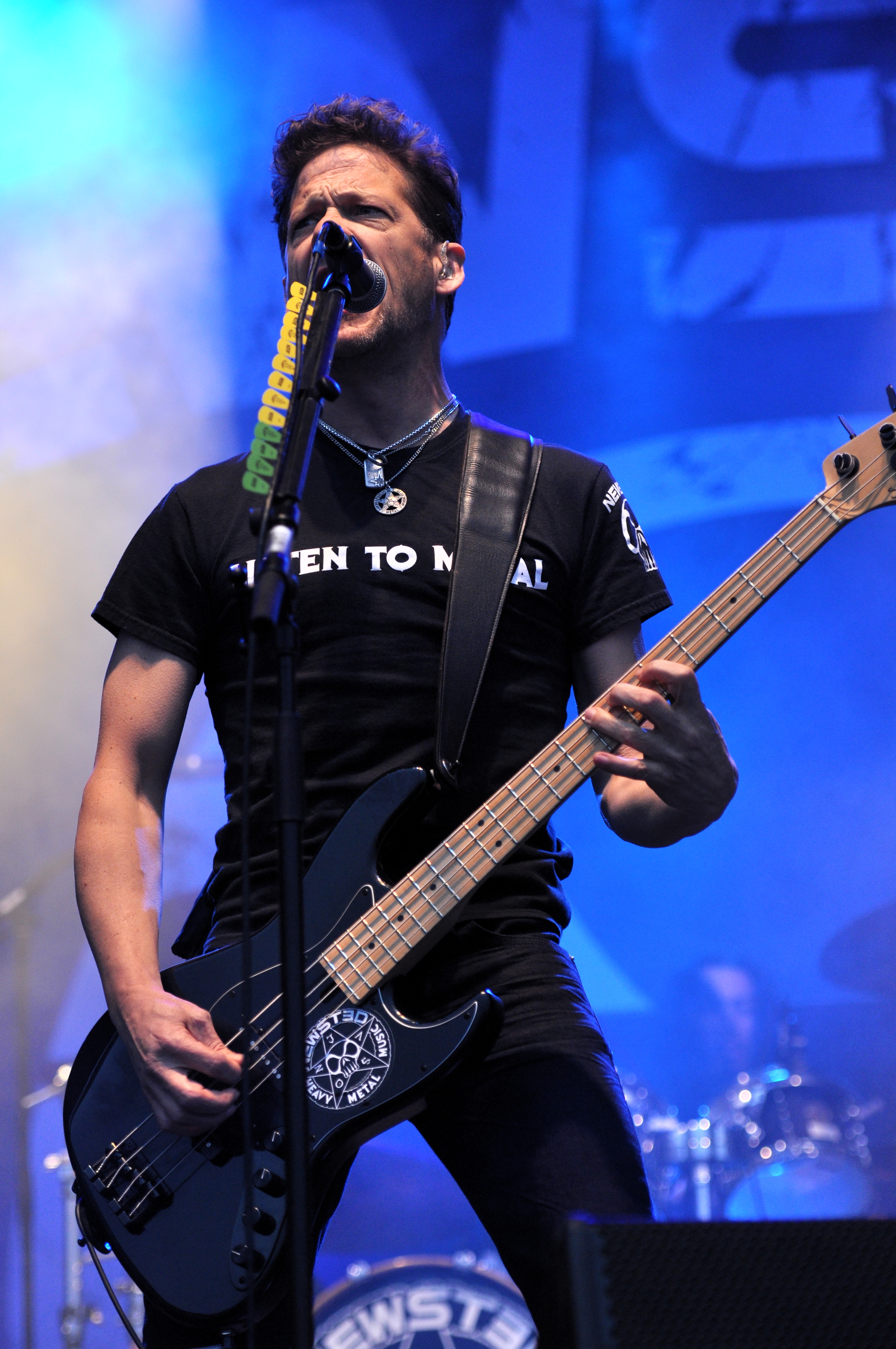
Первой полноценной работой Джейсона Ньюстеда с Metallica был мини-альбом The $5.98 E.P.: Garage Days Re-Revisited, выпущенный летом 1987 года

…And Justice for All был первым полноформатным альбомом Metallica, в записи которого принимал участие бас-гитарист Джейсон Ньюстед, сменивший Клиффа Бёртона, трагически погибшего в 1986 году. Несмотря на то, что музыканты планировали начать работу над новой пластинкой гораздо раньше, им пришлось перенести свои планы из-за большого количества концертов, согласованных на лето 1987 года, в числе которых был фестиваль Monsters of Rock, проходивший в Западной Германии. Ещё одной причиной вынужденной творческой паузы была травма руки Джеймса Хэтфилда, полученная гитаристом во время катания на скейтборде. В то же время, музыкантам нужно было заключать контракт с новой фирмой звукозаписи, так как у группы истекал договор с лейблом Music for Nations, рассчитанный на три альбома. По мнению менеджера «Металлики», Питера Менша, коллектив должен был подписать соглашение с новым европейским дистрибьютором — британской фирмой Phonogram Records, чей руководитель, Мартин Хукер (англ. Martin Hooker), выражал крайнюю заинтересованность в заключении этой сделки. Чтобы убедить группу выбрать свой лейбл, Хукер предложил Metallica крупнейший контракт в истории Phonogram Records: «в размере более 1 миллиона фунтов стерлингов, на тот момент это было самым большой большой сделкой, которое мы кому-либо предлагали». Причиной такого ажиотажа послужили продажи предыдущих дисков коллектива, общий тираж которых (британский и европейский) превысил более 1,5 миллиона экземпляров. Название нового альбома было объявлено в апреле 1988 года: фраза «…And Justice for All» (англ. «...И справедливость для всех») представляла собой заключительные слова из Клятвы верности американскому флагу. Создателем обложки выступил художник Стивен Горман (англ. Stephen Gorman), его рисунок основывался на концепции придуманной Хэтфилдом и Ларсом Ульрихом, ударником группы. Он демонстрирует изображение потрескавшийся статуи Богини Юстиции, которая свергается с постамента при помощи тросов, её грудь обнажена, а весы переполнены долларовыми банкнотами. Название, расположенное в нижнем углу обложки, было стилизованно под граффити.
Запись …And Justice for All проходила в период с января по май 1988 года на студии One On One Recording в Лос-Анджелесе. Продюсировать альбом, как и в случае с предыдущим релизом коллектива, должен был Флемминг Расмуссен, однако, на этот раз музыканты решили также выступить в роли сопродюсеров. Тем не менее из-за плотного рабочего графика Расмуссен не смог присоединиться к группе в запланированный срок — 1 января 1988 года — поэтому Metallica были вынуждены искать ему замену, в итоге остановив свой выбор на Майке Клинке, который привлёк их внимание благодаря работе над пластинкой Guns N' Roses Appetite for Destruction (1987). Потратив на запись нового материала около трёх недель, группа осталась недовольна результатом, по этой причине Ульрих вновь позвонил Расмуссену, уговорив его приехать в студию. Флемминг отправился в Лос-Анджелес 14 февраля, во время перелёта он ознакомился с черновыми миксами Клинка, после чего посоветовал группе уволить продюсера. По словам Хэтфилда, запись, сделанная с Клинком получилась не столь хорошей, как они хотели, и Расмуссен сменил его практически в последнюю минуту. Тем не менее Клинк был отмечен как звукоинженер двух барабанных дорожек в песнях «The Shortest Straw» и «Harvester of Sorrow». Во время ожидания приезда Расмуссена группа записала две кавер-версии: «Breadfan» (Budgie) и «The Prince» (Diamond Head) — «настраиваясь на нужное звучание, пока они привыкали к атмосфере студии». Эти песни были выпущены в качестве би-сайда сингла «Harvester of Sorrow», а также как самостоятельные би-сайды синглов «Eye of the Beholder» и «One» соответственно. Кроме того, впоследствии они были включены в состав сборника Garage Inc. (1998).
Мы переняли концепцию „Ride the Lightning“ и „Master of Puppets“, насколько это было возможно. Наступил момент, когда нам надоело увиливать от этой прогрессивной, сумасбродной, нетипичной стороны Metallica, и я очень горжусь тем фактом, что, в некотором роде, этот альбом — воплощение той нашей прогрессивный стороны, назревшей в течение 80-х.
Первичная задача Расмуссена заключалась в корректировании и аранжировке гитарного звука, которым были особо недовольны музыканты. Для создания нужного темпа записи и ритма ударных были использованы специальные звуковые маркеры. Группа исполняла материал в одном помещении — все вместе, однако, запись инструментов происходила по отдельности. В каждой песне использовались по три звуковые дорожки: одна для ударных, вторая для баса и гитары, а третья для всего остального. Хэтфилд сочинил тексты всех песен во время студийных сессий, некоторые из них были закончены уже в процессе записи. По словам Расмуссена, фронтмен «не проявлял интереса к пению», стремясь вместо этого «создать тяжёлую атмосферу». Методика работы музыкантов Metallica была нехарактерна для новичка группы — Джейсона Ньюстеда, впоследствии он скептически отзывался о своём влиянии на общее звучание диска, а также сетовал на отсутствие его участия в обсуждения музыкальной концепции со своими коллегами. Так, бас-гитарист отмечал, что опыт работы с его предыдущим коллективом — Flotsam and Jetsam, где «в основном, все играли одну и ту же мелодию подобно стене звука», кардинально отличался от творческого процесса Metallica. По словам Ньюстеда, его музыкальные партии, которые были записаны отдельно от остальной группы, находились в той же звуковой частоте, что и гитара Хэтфилда, из-за чего произошёл «[конфликт] одинаковых частот».. Впоследствии, Стив Томпсон (англ. Steve Thompson), занимавшийся микшированием пластинки, утверждал, что виновником неслышного баса и необычного звучания ударных был Ларс Ульрих. По словам Томпсона, он хотел отказаться от дальнейшей работы, когда Ульрих предложил ему свои идеи для финального микса, однако группа настояла на его участии — в итоге он получил бо́льшую часть критики за плохое качество звучания альбома.

## Музыка и тематика песен
Музыкальное содержание альбома представляет собой материал с прогрессивной структурой, базирующийся на длинных и сложных мелодиях композиций, исполненных в быстром темпе и содержащих небольшое количество классических куплетных форм. Во время записи группа решила расширить свой звуковой диапазон, сочиняя песни с многослойными секциями, а также используя тяжёлые гитарные арпеджио и специфические музыкальные размеры. Впоследствии Хэтфилд объяснял: «Это был позёрский подход, [этот альбом] представлял собой наше хвастовство и стремление показать на что мы способны. „На репетиции мы смогли сыграть шесть риффов в одной песне? Давайте в следующей сделаем восемь. Давайте сходить с ума“». По мнению критика Саймона Рейнольдса, эпический формат композиций демонстрирует стремление музыкантов к экспериментам с риффами и таймингом: «Изменения темпа, смена ритма, паузы, замедления и резкие остановки». В свою очередь, обозреватель BBC Music Имонн Стэк отмечал, что: «„…And Justice for All“ звучит иначе, нежели предыдущие альбомы группы, с более длинными песнями, более скудными аранжировками и более суровым вокалом Хэтфилда». По словам журналиста Мартина Попоффа, лонгплей был менее мелодичным, чем его предшественники из-за частых изменений темпа, необычных композиционных структур и многослойных гитарных партий. Он утверждал, что звучание альбома было ближе к прогрессивному металу, нежели трэшу, из-за сложного формата музыки и мрачного звучания. Тем не менее музыкальный публицист Джоэл Макайвер назвал музыку альбома достаточно агрессивной, чтобы Metallica сохранила свою нишу в «первых рядах [исполнителей] экстремального метала». В свою очередь, писатель Кристофер Ноулз заявил, что на …And Justice for All музыканты «довели концепцию трэша до его логического апогея».
Впоследствии, многие музыкальные эксперты сетовали на «сухой и стерильный» продакшн альбома. По словам Расмуссена, такой результат получился без его участия, так как продюсер, который стремился создать звук, схожий с двумя предыдущими дисками Metallica, не присутствовал на сведе́нии альбома. Микшированием занимались Стив Томпсон и Майкл Барбиро (англ. Michael Barbiero), которые были наняты группой заранее. По мнению Расмуссена, во время сведе́ния они использовали записи только ближних микрофонов, не задействовав ни одного дальнего (т. н. комнатного), из-за чего звук ударных получился «щелкающим» и слабым. В свою очередь, Мартин Попофф сетовал, что из-за странного продюсирования был практически не слышен бас, а гитары звучали «безжизненно-механически». Также публицист отметил «синтетическую» перкуссию, которая являлась «ещё одной причиной плоского звучания альбома». По словам Расмуссена, бас-гитара получилась настолько тихой из-за требований Хэтфилда и Ульриха, которые настояли на таком звуке после того, как услышали первые миксы альбома. Продюсер выражал уверенность, что «Джейсон Ньюстед, [звукоинженер] Тоби Райт (англ. Toby Wright) и я, вероятно, единственные люди, которые знают, как в действительности звучали басовые партии на этой пластинке». Томпсон так же обвинял Ульриха в неразборчивом звучании баса, заявив, что барабанщик приказал ему удалить его из микса. В свою очередь, Хэтфилд и Ульрих утверждали, что большинство партий Ньюстеда до такой степени копировали партии ритм-гитары, что звучали неразличимо друг от друга. Отчасти нареканию подвергалось отсутствие координатора творческого процесса; поскольку, по большей части, альбом записывался группой самостоятельно, в студии не было никого, кто мог бы проинструктировать нового басиста и объяснить ему его задачи — функции, которые выполняет продюсер. В итоге Ньюстед остался недоволен финальным миксом: «„…And Justice for All“ не является тем [диском], который мне импонирует, так как на нём совершенно не слышно баса».
Очень длинная композиция, как и все песни на этом альбоме. Мы хотели написать песни короче, но не получилось. Мы набивали песни риффами. Мой вокал в этой композиции звучит намного ниже чем обычно.
Тематическое содержание альбома объединено единой концепцией базирующейся на политической и правовой несправедливости, которая формируется благодаря сюжетам отдельных песен: войне, цензуре и ядерному противостоянию, а также традиционным для группы экзистенциальным темам. Большинство композиций затрагивают вопросы, которые отличаются от контекста насильственного возмездия, распространённого на предыдущих пластинках коллектива. Так, Том Кинг отмечал, что впервые тексты Metallica были посвящены политическим и экологическим проблемам. Он назвал современников группы — Nuclear Assault единственной командой, которая также объединяла металлическую музыку с экологической тематикой, а не только пела о Сатане и казнях египетских. По мнению Джоэла Макайвера, основной автор текстов — Хэтфилд — начал писать о прежде несвойственных для себя вещах, например, о восстании и борьбе против истеблишмента. Впоследствии, Ульрих описал процесс сочинения материала как «наш период CNN», так как для поиска объектов будущих песен они вместе с Хэтфилдом садились у телевизора и смотрели новости этого телеканала: «Я прочитал о так называемых чёрных списках, мы придумали название, „The Shortest Straw“, и решили, что из этого могла бы получиться песня».
Это полностью сублимированная рок-музыка, стремящаяся к чистоте формы, далёкая на пару световых лет от раунча или блюз-рока. Metallica превратили театральность хэви-метала в алгебру. Это не трэш, а его педантичная имитация: механизированный хаос. Здесь нет полутонов, неразберихи, даже на максимальной скорости, лишь выверенная схема синяков и ссадин.
Содержание всех песен объединено общим лейтмотивом альбома — гражданскими свободами и свободой слова, темами которые представлены с мрачной, пессимистичной точки зрения. В «Blackened» поётся о приближенной людьми экологической катастрофе; титульная композиция посвящена американской системе правосудия; «Eye Of The Beholder» рассказывает о проблеме мнимости так называемой «американской свободы слова» и цензуре; «One» — баллада об ужасающе искалеченном противопехотной миной солдате, которая стала негласным «антивоенным гимном» группы; «The Shortest Straw» затрагивает тему системы «чёрных списков», действующих в США в 1950-х годах; «Harvester of Sorrow» повествует о психическом срыве; «The Frayed Ends Of Sanity» написана от лица человека постепенно впадающего в паранойю; в свою очередь, «Dyers Eve» затрагивает тему неспособности повзрослевшего ребёнка смириться с тёмными реалиями окружающего мира и является своеобразной тирадой Хэтфилда в сторону его родителей. Бёртон был отмечен как соавтор «To Live Is To Die», поскольку басовая партия песни была составлена из записей музыканта сделанных до его смерти. Поскольку в композиции использовался перезаписанный материал, в комментариях было отмечено отдельно инструментальное исполнение трека Ньюстедом. Декламация, которую Хэтфилд произносит в конце песни: «Когда человек врёт, он убивает часть мира. Эту блеклую смерть люди ошибочно называют жизнью», была сочинена немецким поэтом Паулем Герхардтом, однако в примечаниях к альбому, их авторство ошибочно приписали Бёртону, тем не менее создателем второй части речи — «Я больше не могу это видеть. Пусть царство небесное заберёт меня к себе»), доподлинно является бывший бас-гитарист группы.

## Продажи
Хотя музыка Metallica считалась неподходящей для мейнстримового радио, …And Justice for All стал первым андеграундным метал-альбомом, который добился успеха в США. На момент выпуска, он стал самым успешным альбомом в дискографии группы, а также достиг 6-го места в чарте Billboard 200, где пробыл в течение 83 недель. Лонгплей получил «платиновый» сертификат спустя 9 недель после своего релиза, к концу 1989 года его продажи составляли более 1,7 миллиона копий в США — к 1992 году тираж приближался к 3 миллионам. Согласно данным на 2017 год тираж альбома на родине группы превышает 8 миллионов копий, по словам Криса Харриса из MTV, …And Justice for All «помог зацементировать статус [Metallica] как рок-н-ролльной силы, с которой нужно считаться». Редакция журнала Classic Rock отмечала, что благодаря этому альбому Metallica получила значительное освещение в СМИ, а также зарекомендовала себя в качестве коммерчески успешного коллектива. В начале 1989 года группа прорвалась на радио с песней «One», которая была выпущена в качестве третьего сингла пластинки. По мнению журнала Billboard, «альбом создал базис для эволюции коллектива в стадионных хедлайнеров, а сингл „One“, подкреплённый первым музыкальным видео группы, обеспечил [группе] значимый [для развития их карьеры] телеэфир».
Альбом добился аналогичного успеха за пределами США. Так, он попал в Top-5 хит-парадов ряда европейских стран: Германии, Швеции, а также Великобритании — где продержался в течение шести недель. Помимо этого, он отметился в Top-10 чартов: Финляндии, Испании, Норвегии и Швейцарии. Также, лонгплей фигурировал в хит-парадах Италии (19), Мексики (92) и Франции (130). …And Justice for All получил «платиновые» сертификаты в Канаде (300 000 экземпляров) и Финляндии (50 000 экземпляров), кроме того он получил «золотой» статус от Федеральной ассоциации музыкальной индустрии Германии (250 000 копий). В 2013 году диск получил аналогичную сертификацию в Великобритании (100 000 копий). Тем не менее продажи следующего альбома Metallica — The Black Album — превзошли показатели …And Justice for All в два раза.
Этот альбом (двойной винил югославского производства) — первый диск Metallica, официально продававшийся в СССР. Его можно было приобрести на Московской международной книжной выставке-ярмарке в 1989 году.

## Отзывы критиков
| Оценки критиков               | Оценки критиков |
| Источник                      | Оценка          |
| ----------------------------- | --------------- |
| AllMusic                      | [ 22 ]          |
| Chicago Tribune               | [ 47 ]          |
| Classic Rock                  | [ 48 ]          |
| Robert Christgau              | (C+)            |
| Encyclopedia of Popular Music | [ 50 ]          |
| Melody Maker                  | без оценки      |
| Metal Forces                  | 10/10           |
| Pelo                          | без оценки      |
| Q                             | [ 53 ]          |
| Rolling Stone                 | [ 16 ]          |
| The Rolling Stone Album Guide | [ 54 ]          |
| RPM                           | без оценки      |
| Sounds                        | без оценки      |
| Sputnikmusic                  | (2/5)           |

Выпущенный 7 сентября 1988 года на лейбле Elektra Records, …And Justice for All был тепло принят музыкальной прессой. Так, рецензент журнала Rolling Stone Майкл Азеррад отметил, что новые композиции Metallica впечатляют и назвал музыку альбома «чудом точно направленной агрессии». Обозреватель издания Spin Шэрон Ливетен охарактеризовала звучание диска как «жемчужину многослойной записи» и описала его музыку как технически мастеровитую, но при этом сохранившую сырую атмосферу. По мнению Саймона Рейнольдса из Melody Maker, «другие группы могли бы отдать всё» за риффы из …And Justice for All, подчёркивая, что многослойный, сложный стиль этой записи контрастирует с монотонным звучанием современной рок-музыки: «Всё обусловлено абсолютной пунктуальностью и запредельной хирургической точностью [музыкантов]. Это, наверное, самая острая музыка, которую я когда-либо слышал, в прямом смысле этого слова». В свою очередь, обозреватель журнала Metal Forces Боривой Кргин, назвал …And Justice for All самым «идеальным альбомом, из тех которые я слышал», отметив типичное для группы совершенство продакшна и музыкальности, что, в совокупности, впечатляет больше, нежели звучание их предыдущего диска — Master of Puppets. В более сдержанной рецензии журнала The Village Voice, музыкальный критик Роберт Кристагау сетовал на то, что композиции альбома не имеют законченного песенного вида и что сама запись затянута, так как «длится дольше», нежели Master of Puppets.
В своём ретроспективном обзоре альбома Грег Кот из Chicago Tribune писал, что …And Justice for All являлся «самым амбициозным» диском группы, однако, в итоге его звучание получилось «самым плоским» из всех пластинок Metallica. В свою очередь, рецензент портала AllMusic Стив Хьюи отмечал, что музыканты, продолжили следовать концепции двух предыдущих дисков, добавив к ней более сложные песни и «апокалипсические» тексты, которые были посвящены деградации общества. Музыкальный журналист Мик Уолл критиковал прогрессивные элементы альбома, посчитав, что, помимо «One» и «Dyers Eve», большая часть лонгплея звучала нелепо. По мнению Колина Ларкина, написавшего эссе к альбому в «Энциклопедии популярной музыки», кроме заслуживающего похвалы «One», …And Justice for All снизил креативность группы из-за слишком большого количества риффов в песнях. Тем не менее впоследствии Ульрих заявлял, что с годами альбом не перестал звучать хуже, и что он очень почитаем среди сверстников коллектива.
Джерри Юинг из журнала Classic Rock поставил альбому 3 балла из 5, посетовав на скудное и нетипичное содержание пластинки: «Возможно, музыканты чувствовали, что на этот раз всё должно быть иначе. Или они просто были не в состоянии продолжить играть в том же духе после гибели Бёртона. Поэтому „…And Justice for All“ получился по-спартански холодным. Может быть он дал Metallica статус стадионной группы, но композиции вроде „Blackened“, „Harvester of Sorrow“ и „Dyers Eve“ слишком сложны для восприятия. Исключительно привлекательным получился не похожий на хит „One“, дополненный клипом, в котором использовался видеоряд из фильма „Johnny Got His Gun“». В свою очередь, рецензент музыкальной редакции Би-би-си Имонн Стэк описывал запись, как «сложное, агрессивное и очень технически амбициозное произведение (настолько, что большинство этих песен редко воспроизводилось на концертах в полном объёме)», содержащее фрагменты некоторых лучших работ Metallica — таких, как «Blackened» и «Frayed Ends Of Sanity», полных идей, агрессии и хуков, хватающих за горло. Тем не менее автор пожаловался на «хлюпкий продакшн, создающий монохромное, слегка одномерное ощущение материала», подытожив: «В результате получилась менее содержательная, более обособленная и довольно мрачная запись. Хотя она чрезвычайно впечатляющая, пожалуй, оглядываясь в прошлое, этот эксперимент лучше оставить для коллекционеров».

### Наследие
…And Justice for All занял 39-е место среди лучших альбомов 1988 года в ежегодном опросе газеты The Village Voice — «Pazz & Jop», получив 117 голосов, в том числе 12 голосов за первое место. В свою очередь, редакция портала IGN присудила пластинке 9-ю позицию в своём списке «25 лучших метал-альбомов всех времён». Также, альбом занял 12-ю строчку в опросе читателей журнала Guitar World «100 величайших гитарных альбомов всех времён» 2006 года, кроме того все треки пластинки попали в список «100 величайших песен Metallica», составленный тем же изданием. Редакций журнала Kerrang! поставила запись на 42-е место среди «100 величайших хеви-металлических альбомов всех времён». В свою очередь, публицист Мартин Попофф присудил лонгплею 19-ю позицию в своей книге «500 лучших хеви-металлических альбомов всех времен», таким образом продемонстрировав четвёртый показатель среди всех альбомов Metallica. …And Justice for All также фигурировал в альманахе Роберта Димери «Тысяча и один альбом, который вы должны послушать прежде чем умереть». В 2017 году альбом занял 21-е место в рейтинге журнала Rolling Stone «100 величайших металлических альбомов всех времен».
После нескольких лет игнорирования стремительно развивающегося музыкального телевидения, …And Justice for All стал первым альбомом Metallica в поддержку которого было выпущено музыкальное видео — клип на песню «One». Многие фанаты Metallica приняли этот шаг неоднозначно, так как они ценили ярко выраженное игнорирование группой телеканала MTV и других форм мейнстримовой музыки. Редакция журнала Slant Magazine поставила это видео на 48-е места в своём списке «100 величайших музыкальных видео», подчеркнув, что просмотр клипа «рождает [чувство] революции души, гораздо более сокрушительное, нежели заложенное в оригинальном тексте». Помимо этого, гитарное соло этой песни, исполненное Кирком Хэмметтом, заняло 7-ю позицию в рейтинге журнала Guitar World «100 величайших гитарных соло всех времён». Кроме того, хеви-металлический портал Noisecreep присудил композиции 9-е место списка «10 лучших песен 1980-х».

## Турне

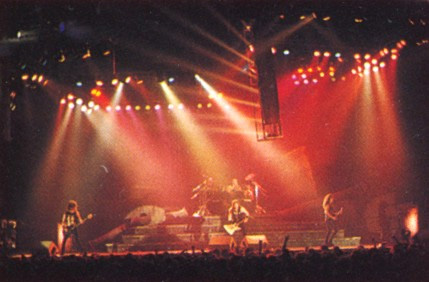
Metallica на концерте во время Damaged Justice Tour (1989 год)

По мнению гитариста Кирка Хэмметта, хронометраж песен был проблематичен как для аудитории, так и для самой группы: «Начав гастроли [вскоре после релиза пластинки], мы пришли к единодушному мнению, что эти песни были охерительно затянутыми. Однажды, после того как мы сыграли „Justice“ и спускались со сцены, один из нас воскликнул: „Мы никогда, бл*дь, не станем играть эту песню снова“». Тем не менее, вскоре композиция «One» стала фигурировать в концертном сет-листе коллектива на постоянной основе. Когда песня исполняется вживую, длительность стрельбы, звучащей в начале трека, увеличивается с семнадцати секунд до двух минут. В финале композиции сцена становится абсолютно тёмной, после чего срабатывает пиротехника в виде огненных взрывов. В 2012 году журналистка издания Rolling Stone Дени́з Шеппард назвала концертное исполнение «One» «музыкальной и визуальной изюминкой» выступлений Metallica. В числе других песен …And Justice for All, часто исполняемых на концертах были: «Blackened» и «Harvester of Sorrow», которые неоднократно появлялись в сет-листах турне в поддержку альбома — Damaged Justice Tour.
В 2007 году группа исполнила заглавную песню альбома на первом шоу турне Sick of the Studio '07, впервые с октября 1989 года, после чего, музыканты играли её ещё несколько раз в оставшейся части гастролей. В преддверии песни на сцене размещалась статуя Богини Юстиции, которую демонтировали в финале. Композиция «Eye of the Beholder» не исполнялась вживую с 1989 года, тем не менее одно из этих выступлений было записано и выпущено на сборнике Six Feet Down Under. В свою очередь, после 12-летнего перерыва, в 2009 году музыканты добавили в свой сет-лист песню «The Shortest Straw» и с тех пор периодически исполняют её на шоу. Первое исполнение трека «The Frayed Ends of Sanity» состоялось в рамках тура Metallica By Request в 2014 году, на концерте в Хельсинки, хотя группа ранее уже играла некоторые сегменты этой композиции во время отдельных соло, импровизированных джемов или в попурри под названием «Justice», состоящим из отрывком песен этого альбома. В свою очередь, «To Live Is to Die» была впервые исполнена на концерте посвящённому 30-летию Metallica, прошедшему на сцене концертной площадки The Fillmore в Сан-Франциско. Между тем, живое исполнение трека «Dyers Eve» состоялось спустя шестнадцать лет после его записи, во время турне Madly in Anger with the World Tour (2003—2004) на стадионе The Forum в Инглвуде.

## Скандал на «Грэмми»
От того вечера никаких воспоминаний. Они начинаются где-то через неделю, когда прибой смыл г#$но, когда поднялось всеобщее возмущение: „Металлику обокрали!“. Знаете, когда ты услышишь это от пятисот человек, когда это напечатают во всех газетах и журналах: „Металлику кинули“,  ты и сам начинаешь думать: „Господи, да ведь нас же кинули!“.
В 1988 году Национальная академия искусства и науки звукозаписи ввела новую категорию «Грэмми», получившую название «Лучшее хард-рок/метал-исполнение», что было связано с растущей популярностью данных музыкальных направлений. В числе первых номинантов выдвинутых на соискание этой награды были альбомы: Blow Up Your Video (AC/DC), Nothing’s Shocking (Jane’s Addiction), Crest of a Knave (Jethro Tull), …And Justice for All (Metallica), а также песня Игги Попа «Cold Metal» из альбома Instinct. Тем не менее фронтмен Jethro Tull Иэн Андерсон выражал глубокое удивление номинацией его группы, поскольку и сам вокалист, и большинство музыкальных критиков не считали музыку коллектива частью жанра хэви-метал.
Выступление Metallica на 31-й церемонии «Грэмми», состоявшейся 22 февраля 1989 года в Shrine Auditorium (Лос-Анджелес), было первым подобным шоу хэви-металлической команды на этом мероприятии. По мнению большинства экспертов, именно Metallica являлись главными претендентами на победу. Между тем, участники Jethro Tull решили не посещать церемонию, о чём сообщили своему лейблу Chrysalis Records, так как считали, что «вероятнее всего не победят». Тем не менее «Грэмми» была присуждена Jethro Tull, что вызвало бурю всеобщего негодования — во время объявления результатов, которое зачитывали Элис Купер и Лита Форд, из зала последовали недовольные выкрики. Впоследствии Андерсон высказывал мнение, что таким образом его группе выражали признательность за двадцатилетнюю историю коллектива, а не за отдельный альбом, по словам музыканта ему «повезло» не присутствовать на церемонии, так как он «никогда не смог бы принять её [награду] в подобных обстоятельствах».

Постер «Флейта — тяжёлый, металлический инструмент!»

Результат, считающийся «дискредитацией» Академии, стал предметом множества дискуссий. В ответ на критику в адрес Jethro Tull, звукозаписывающий лейбл коллектива опубликовал в журнале Billboard постер с изображением флейты (одного из символов группы), лежащей посреди груды железных арматур и подписью: «Флейта — тяжёлый, металлический инструмент!». В свою очередь, Metallica добавили наклейку к следующему тиражу альбома …And Justice for All с текстом: «ОБЛАЖАВШИЕСЯ на Грэмми» (англ. Grammy Award LOSERS).
В 1990 году записи жанров хард-рок и хэви-метал были разделены на отдельные категории: «Лучшее исполнение в стиле хард-рок» и «Лучшее метал-исполнение», соответственно. После этого Metallica стали обладателями трёх «Грэмми» подряд: за песни «One» и «Stone Cold Crazy», а также за их одноимённый альбом. Во время церемонии 1992 года, поднявшись на сцену, Ульрих сослался на казус с …And Justice for All — в шутливой форме «поблагодарив» Jethro Tull за то, что они не выпускали альбомы в текущем году. Хотя, на самом деле, в том же году у них был издан лонгплей Catfish Rising. Спустя десятилетие после победы Jethro Tull Ульрих признался: «Я бы солгал, если бы сказал вам, что не был разочарован. Человеческая натура состоит в том, что вы желаете победы, нежели поражения, но [с наградой] ушли Jethro Tull, что является глумлением над сущностью этого мероприятия». По состоянию на 2017 год Metallica удерживает рекорд по количеству наград в метал-категории, в общей сложности победив шесть раз.
Поражение группы Metallica фигурирует в качестве одного из самых критикуемых эпизодов деятельности голосующего комитета «Грэмми», в частности редакция журнала Entertainment Weekly посчитала его самым большим провалом в истории мероприятия. В аналогичных рейтингах других изданий, посвящённых теме самых скандальных казусов за всё время существования «Грэмми», инцидент с победой Jethro Tull занял первое (Cracked.com), второе (UpVenue), десятое (Time) и двадцать четвёртое места (Ventura County Star), соответственно. Кроме того, этот скандал был отмечен в списках производителей видеоконтента, таких как WatchMojo (2-е место) и Fuse.tv (4-е место).

## Список композиций
Все тексты написаны Джеймсом Хэтфилдом.
| №                   | Название                               | Автор(ы)                                   | Длительность |
| ------------------- | -------------------------------------- | ------------------------------------------ | ------------ |
| 1.                  | «Blackened»                            | Джеймс Хэтфилд Ларс Ульрих Джейсон Ньюстед | 6:42         |
| 2.                  | «…And Justice for All»                 | Кирк Хэмметт Хэтфилд Ульрих                | 9:45         |
| 3.                  | «Eye of the Beholder»                  | Хэмметт Хэтфилд Ульрих                     | 6:25         |
| 4.                  | «One»                                  | Хэтфилд Ульрих                             | 7:26         |
| 5.                  | «The Shortest Straw»                   | Хэтфилд Ульрих                             | 6:35         |
| 6.                  | «Harvester of Sorrow»                  | Хэтфилд Ульрих                             | 5:45         |
| 7.                  | «The Frayed Ends of Sanity»            | Хэмметт Хэтфилд Ульрих                     | 7:43         |
| 8.                  | «To Live Is to Die» (инструментальная) | Клифф Бёртон Хэтфилд Ульрих                | 9:48         |
| 9.                  | «Dyers Eve»                            | Хэмметт Хэтфилд Ульрих                     | 5:13         |
| Общая длительность: | Общая длительность:                    | Общая длительность:                        | 65:22        |

| №                   | Название                                        | Автор(ы)                 | Длительность |
| ------------------- | ----------------------------------------------- | ------------------------ | ------------ |
| 10.                 | «The Prince» (Кавер-версия группы Diamond Head) | Шон Харрис Брайан Татлер | 4:26         |
| Общая длительность: | Общая длительность:                             | Общая длительность:      | 69:48        |

| №                   | Название                                      | Автор(ы)               | Длительность |
| ------------------- | --------------------------------------------- | ---------------------- | ------------ |
| 10.                 | «One» (Live in Seattle 1989)                  | Хэтфилд Ульрих         | 7:59         |
| 11.                 | «…And Justice for All» (Live in Seattle 1989) | Хэмметт Хэтфилд Ульрих | 10:05        |
| Общая длительность: | Общая длительность:                           | Общая длительность:    | 83:38        |

## Переиздание

Переиздание альбома в формате Deluxe Edition: 6 грампластинок, 11 CD, 4 DVD, а также 2 книги, 6 нашивок, наклейки и одна аудиокассета

2 ноября 2018 года состоялся выпуск переиздания альбома в нескольких аудиоформатах. Помимо стандартных версий на двойном виниле (180 граммовая грампластинка) и компакт-дисках (одно- и трёхдисковая версии), которые содержат оригинальную версию пластинки, прошедшую процедуру ремастеринга, также выпущена пронумерованная лимитированная подарочная версия альбома (англ. Limited edition deluxe numbered box set). Эта версия включает в себя шесть грампластинок, одиннадцать CD, четыре DVD, компакт-кассету, 120-страничную книгу в твёрдом переплёте, содержащую множество не публиковавшихся прежде фотографий, мини-книгу с текстами песен, постер авторства художника Pushead, а также набор из четырёх нашивок и нескольких наклеек посвящённых турне …And Justice for All. Оригинальный аудиоматериал (альбом в версиях на CD и LP) также можно скачать в цифровом виде, с помощью специальных mp3-карточек. Материал переиздания содержит концертную запись на виниле — Seattle ‘89 (Сиэтл, 29 и 30 августа 1989 года); т. н. Picture Disc с синглом «One» на первой стороне и концертной версией песни «Seek & Destroy» — на второй; различные интервью с группой того периода (на отдельном компакт-диске); демоверсии и черновые варианты песен, а также альтернативные миксы альбома из коллекции Ларса Ульриха; коллекцию риффов и раритетного материала, записанного во время студийных сессий; записи концертов группы в The Troubadour (Западный Голливуд, 24 мая 1988 года) и Hammersmith Odeon (Лондон, 10 октября 1988 года); запись концерта в калифорнийской Long Beach Arena (Лонг-Бич, 7 декабря 1988 года); а также ряд раритетных DVD-дисков: …And Camcorder For All & «One», содержащий ранее не издававшийся материал, снятый Ульрихом на видеокамеру во время турне в поддержку альбома, и различные интерпретации сингла «One»; DVD с записью ранее не публиковавшегося концерта Live At Shoreline Amphitheatre (Маунтин-Вью, 15 сентября 1989 года); DVD с впервые опубликованной записью концерта Live At The Stone Balloon (снятой фанатом в Ньюарке, 7 августа 1989 года); а также отдельный DVD с изданными впервые концертными съёмками во время турне и интервью на японском телевидении для музыкального критика Масанори Иты.

### Содержание подарочного издания
Первый, второй и третий диски — оригинальный альбом на CD и двух LP (ремастеринговая версия), также содержат код для цифровой загрузки лонгплея в этих версиях.
| №  | Название                                                                                          | Длительность |
| -- | ------------------------------------------------------------------------------------------------- | ------------ |
| 1. | «Blackened (November 1987 Demo)» (Ноябрь 1987, демоверсия)                                        |              |
| 2. | «...And Justice for All (November 1987, Writing in Progress)» (Ноябрь 1987, в процессе сочинения) |              |
| 3. | «Eye of the Beholder (November 1987, Writing in Progress)» (Ноябрь 1987, в процессе сочинения)    |              |
| 4. | «One (Work in Progress Rough Mix)» (В процессе сочинения, черновой микс)                          |              |
| 5. | «The Shortest Straw (December 1987, Writing in Progress)» (Декабрь 1987, в процессе сочинения)    |              |
| 6. | «Harvester of Sorrow (Work in Progress Rough Mix)» (В процессе сочинения, черновой микс)          |              |
| 7. | «The Frayed Ends of Sanity (November 1987 Demo)» (Ноябрь 1987, демоверсия)                        |              |
| 8. | «To Live Is to Die (Work in Progress Rough Mix)» (В процессе сочинения, черновой микс)            |              |
| 9. | «Dyers Eve (January 1988 Demo)» (Январь 1988, демоверсия)                                         |              |

| №   | Название | Длительность |
| --- | --- | ------------ |
| 1.  | «Blackened (Live – Seattle ’89)» (Концертная версия, прежде издавалась на сборнике Live Shit: Binge & Purge, новый микс сделан Грегом Фиделманом)                 |              |
| 2.  | «For Whom the Bell Tolls (Live at Long Beach Arena, Long Beach, CA – December 7th, 1988)» (Концертная версия, ранее не издавалась)                                |              |
| 3.  | «Welcome Home (Sanitarium) (Live at Hammersmith Odeon, London, England – October 10th, 1988)» (Концертная версия, ранее не издавалась)                            |              |
| 4.  | «Leper Messiah (Live at Long Beach Arena, Long Beach, CA – December 7th, 1988)» (Концертная версия, ранее не издавалась)                                          |              |
| 5.  | «Harvester of Sorrow (Live at Hammersmith Odeon, London, England – October 10th, 1988)» (Концертная версия, ранее не издавалась)                                  |              |
| 6.  | «Eye of the Beholder (Live at Hammersmith Odeon, London, England – October 10th, 1988)» (Концертная версия, ранее не издавалась)                                  |              |
| 7.  | «Seek & Destroy (Live at the Troubadour, West Hollywood, CA – May 24th, 1988)» (Концертная версия, ранее не издавалась)                                           |              |
| 8.  | «Creeping Death (Live at Reunion Arena, Dallas, TX – February 5th, 1989)» (Новый микс, ранее трек выпускался как би-сайд на сингле «One»)                         |              |
| 9.  | «One (Live – Seattle ’89)» (Концертная версия, прежде издавалась на сборнике Live Shit: Binge & Purge, новый микс сделан Грегом Фиделманом)                       |              |
| 10. | «…And Justice for All (Live at Long Beach Arena, Long Beach, CA – December 7th, 1988)» (Концертная версия, ранее не издавалась)                                   |              |
| 11. | «Whiplash (Live at the Troubadour, West Hollywood, CA – May 24th, 1988)» (Концертная версия, ранее не издавалась)                                                 |              |
| 12. | «Breadfan (Live at Seattle Coliseum, Seattle, WA – August 30th, 1989)» (Новый микс, концертная версия, прежде издавалась в сборнике The Good, The Bad & The Live) |              |

| №  | Название                                                                  | Длительность |
| -- | ------------------------------------------------------------------------- | ------------ |
| 1. | «One»                                                                     |              |
| 2. | «Seek & Destroy (Live at Reunion Arena, Dallas, TX – February 5th, 1989)» |              |

| №   | Название                                                  | Длительность |
| --- | --------------------------------------------------------- | ------------ |
| 1.  | «The Ecstasy of Gold (Live)» (Концертная версия)          |              |
| 2.  | «Blackened (Live)» (Концертная версия)                    |              |
| 3.  | «For Whom the Bell Tolls (Live)» (Концертная версия)      |              |
| 4.  | «Welcome Home (Sanitarium) (Live)» (Концертная версия)    |              |
| 5.  | «Harvester of Sorrow (Live)» (Концертная версия)          |              |
| 6.  | «The Four Horsemen (Live)» (Концертная версия)            |              |
| 7.  | «The Thing That Should Not Be (Live)» (Концертная версия) |              |
| 8.  | «Bass Solo (Live)» (Концертная версия)                    |              |
| 9.  | «Master of Puppets (Live)» (Концертная версия)            |              |
| 10. | «Fade to Black (Live)» (Концертная версия)                |              |
| 11. | «Seek & Destroy (Live)» (Концертная версия)               |              |
| 12. | «...And Justice for All (Live)» (Концертная версия)       |              |
| 13. | «One (Live)» (Концертная версия)                          |              |
| 14. | «Creeping Death (Live)» (Концертная версия)               |              |
| 15. | «Guitar Solo (Live)» (Концертная версия)                  |              |
| 16. | «Battery (Live)» (Концертная версия)                      |              |
| 17. | «Encore Jam (Live)» (Концертная версия)                   |              |
| 18. | «Last Caress (Live)» (Концертная версия)                  |              |
| 19. | «Am I Evil? (Live)» (Концертная версия)                   |              |
| 20. | «Whiplash (Live)» (Концертная версия)                     |              |
| 21. | «Breadfan (Live)» (Концертная версия)                     |              |

| №  | Название                                                                                             | Длительность |
| -- | --- | ------------ |
| 1. | «KSDT Interview with Jason» (Интервью с Джейсоном Ньюстедом для радиостанции KSDT)                   |              |
| 2. | «Circus Magazine Interview with James» (Интервью Джеймса Хэтфилда для журнала Circus)                |              |
| 3. | «KNAC Report from LA Monsters of Rock» (Репортаж радиостанции KNAC с рок-фестиваля Monsters of Rock) |              |
| 4. | «KHDX Interview with Kirk» (Интервью с Кирком Хэмметтом для радиостанции KHDX)                       |              |
| 5. | «Metal Forces Magazine Interview with Lars» (Интервью Ларса Ульриха для журнала Metal Forces)        |              |

| №   | Название | Длительность |
| --- | --- | ------------ |
| 1.  | «Blackened (1987, From James’ Riff Tapes)» (1987, риффы из коллекции Джеймса Хэтфилда)                        |              |
| 2.  | «Blackened (1987, From James’ Riff Tapes II)» (1987, риффы из коллекции Джеймса Хэтфилда, версия 2)           |              |
| 3.  | «…And Justice for All (1987, From James’ Riff Tapes)» (1987, риффы из коллекции Джеймса Хэтфилда)             |              |
| 4.  | «…And Justice for All (1988, From James’ Riff Tapes)» (1988, риффы из коллекции Джеймса Хэтфилда)             |              |
| 5.  | «Eye of the Beholder (1987, From James’ Riff Tapes)» (1987, риффы из коллекции Джеймса Хэтфилда)              |              |
| 6.  | «Eye of the Beholder (1987, From James’ Riff Tapes II)» (1987, риффы из коллекции Джеймса Хэтфилда, версия 2) |              |
| 7.  | «One (1987, From James’ Riff Tapes)» (1987, риффы из коллекции Джеймса Хэтфилда)                              |              |
| 8.  | «The Shortest Straw (1986, From James’ Riff Tapes)» (1986, риффы из коллекции Джеймса Хэтфилда)               |              |
| 9.  | «The Shortest Straw (1986, from James’ Riff Tapes II)» (1986, риффы из коллекции Джеймса Хэтфилда, версия 2)  |              |
| 10. | «Harvester of Sorrow (1987, From James’ Riff Tapes)» (1987, риффы из коллекции Джеймса Хэтфилда)              |              |
| 11. | «The Frayed Ends of Sanity (1987, From James’ Riff Tapes)» (1987, риффы из коллекции Джеймса Хэтфилда)        |              |
| 12. | «To Live Is to Die (1986, From James’ Riff Tapes)» (1986, риффы из коллекции Джеймса Хэтфилда)                |              |
| 13. | «To Live Is to Die (1988, From James’ Riff Tapes)» (1988, риффы из коллекции Джеймса Хэтфилда)                |              |
| 14. | «Dyers Eve (1986, From James’ Riff Tapes)» (1986, риффы из коллекции Джеймса Хэтфилда)                        |              |
| 15. | «Dyers Eve (From James’ Riff Tapes)» (1987, риффы из коллекции Джеймса Хэтфилда)                              |              |
| 16. | «Blackened (October 1987, Writing in Progress)» (Октябрь 1987, в процессе сочинения)                          |              |
| 17. | «…And Justice for All (October 1987, Writing in Progress)» (Октябрь 1987, в процессе сочинения)               |              |
| 18. | «…And Justice for All (October 1987, Writing in Progress II)» (Октябрь 1987, в процессе сочинения, версия 2)  |              |
| 19. | «One (October 1987, Writing in Progress)» (Октябрь 1987, в процессе сочинения)                                |              |
| 20. | «The Shortest Straw (October 1987, Writing in Progress)» (Октябрь 1987, в процессе сочинения)                 |              |
| 21. | «…And Justice for All (November 1987, Writing in Progress)» (Ноябрь 1987, в процессе сочинения)               |              |
| 22. | «The Frayed Ends of Sanity (November 1987, Writing in Progress)» (Ноябрь 1987, в процессе сочинения)          |              |
| 23. | «One (November 1987, Writing in Progress)» (Ноябрь 1987, в процессе сочинения)                                |              |
| 24. | «Dyers Eve (November 1987, Writing in Progress)» (Ноябрь 1987, в процессе сочинения)                          |              |
| 25. | «Eye of the Beholder (November 1987, Writing in Progress)» (Ноябрь 1987, в процессе сочинения)                |              |
| 26. | «To Live Is to Die (November 1987, Writing in Progress)» (Ноябрь 1987, в процессе сочинения)                  |              |
| 27. | «The Shortest Straw (December 1987, Writing in Progress)» (Декабрь 1987, в процессе сочинения)                |              |
| 28. | «Harvester of Sorrow (December 1987, Writing in Progress)» (Декабрь 1987, в процессе сочинения)               |              |
| 29. | «Blackened (November 1987 Demo)» (Ноябрь 1987, демоверсия)                                                    |              |
| 30. | «…And Justice for All (November 1987 Demo)» (Ноябрь 1987, демоверсия)                                         |              |
| 31. | «Eye of the Beholder (November 1987 Demo)» (Ноябрь 1987, демоверсия)                                          |              |
| 32. | «One (November 1987 Demo)» (Ноябрь 1987, демоверсия)                                                          |              |
| 33. | «The Frayed Ends of Sanity (November 1987 Demo)» (Ноябрь 1987, демоверсия)                                    |              |
| 34. | «Eye of the Beholder (January 1988 Demo)» (Январь 1988, демоверсия)                                           |              |
| 35. | «The Shortest Straw (January 1988 Demo)» (Январь 1988, демоверсия)                                            |              |
| 36. | «Harvester of Sorrow (January 1988 Demo)» (Январь 1988, демоверсия)                                           |              |
| 37. | «Dyers Eve (January 1988 Demo)» (Январь 1988, демоверсия)                                                     |              |
| 38. | «To Live Is to Die (January 1988 Demo)» (Январь 1988, демоверсия)                                             |              |

| №   | Название                                                                                  | Длительность |
| --- | ----------------------------------------------------------------------------------------- | ------------ |
| 1.  | «Blackened (Work in Progress Rough Mix)» (В процессе сочинения, черновой микс)            |              |
| 2.  | «…And Justice for All (Work in Progress Rough Mix)» (В процессе сочинения, черновой микс) |              |
| 3.  | «Eye of the Beholder (Work in Progress Rough Mix)» (В процессе сочинения, черновой микс)  |              |
| 4.  | «One (Work in Progress Rough Mix)» (В процессе сочинения, черновой микс)                  |              |
| 5.  | «The Shortest Straw (Work in Progress Rough Mix)» (В процессе сочинения, черновой микс)   |              |
| 6.  | «Harvester of Sorrow (Work in Progress Rough Mix)» (В процессе сочинения, черновой микс)  |              |
| 7.  | «The Frayed Ends (Work in Progress Rough Mix)» (В процессе сочинения, черновой микс)      |              |
| 8.  | «To Live Is to Die (Work in Progress Rough Mix)» (В процессе сочинения, черновой микс)    |              |
| 9.  | «To Live Is to Die (Work in Progress Rough Mix)» (В процессе сочинения, черновой микс)    |              |
| 10. | «Dyers Eve (Work in Progress Rough Mix)» (В процессе сочинения, черновой микс)            |              |
| 11. | «Breadfan (Work in Progress Rough Mix)» (В процессе сочинения, черновой микс)             |              |
| 12. | «The Prince (Work in Progress Rough Mix)» (В процессе сочинения, черновой микс)           |              |

| №   | Название                                                                                                  | Длительность |
| --- | --- | ------------ |
| 1.  | «Creeping Death (Live)» (Концертная версия)                                                               |              |
| 2.  | «For Whom the Bell Tolls (Live)» (Концертная версия)                                                      |              |
| 3.  | «Welcome Home (Sanitarium) (Live)» (Концертная версия)                                                    |              |
| 4.  | «The Four Horsemen (Live)» (Концертная версия)                                                            |              |
| 5.  | «Whiplash (Live)» (Концертная версия)                                                                     |              |
| 6.  | «Fade to Black (Live)» (Концертная версия)                                                                |              |
| 7.  | «Seek & Destroy (Live)» (Концертная версия)                                                               |              |
| 8.  | «Master of Puppets (Live)» (Концертная версия)                                                            |              |
| 9.  | «Encore Jam (Live)» (Концертная версия)                                                                   |              |
| 10. | «Last Caress (Live)» (Концертная версия)                                                                  |              |
| 11. | «Am I Evil? (Live)» (Концертная версия)                                                                   |              |
| 12. | «Battery (Live)» (Концертная версия)                                                                      |              |
| 13. | «Encore Jam #2 (Live)» (Концертная версия)                                                                |              |
| 14. | «Harvester of Sorrow (Live)» (Концертная версия)                                                          |              |
| 15. | «Leper Messiah (Live)» (Концертная версия)                                                                |              |
| 16. | «Blitzkrieg (Live)» (Концертная версия)                                                                   |              |
| 17. | «Breadfan (Remastered)» (Ремастеринговая версия)                                                          |              |
| 18. | «The Prince (Remastered)» (Ремастеринговая версия)                                                        |              |
| 19. | «For Whom the Bell Tolls (Live at Reunion Arena, Dallas, TX on 5th February, 1989)» (Концертная версия)   |              |
| 20. | «Welcome Home (Sanitarium) (Live at Reunion Arena, Dallas, TX on 5th February, 1989)» (Концертная версия) |              |
| 21. | «Seek & Destroy (Live at Reunion Arena, Dallas, TX on 5th February, 1989)» (Концертная версия)            |              |
| 22. | «Creeping Death (Live at Reunion Arena, Dallas, TX on 5th February, 1989)» (Концертная версия)            |              |
| 23. | «Harvester of Sorrow (Live at Seattle Coliseum, Seattle, WA on 29th August, 1989)» (Концертная версия)    |              |
| 24. | «One (Live at Seattle Coliseum, Seattle, WA on 29th August, 1989)» (Концертная версия)                    |              |
| 25. | «Breadfan (Live at Seattle Coliseum, Seattle, WA on 30th August, 1989)» (Концертная версия)               |              |
| 26. | «Last Caress (Live at Seattle Coliseum, Seattle, WA on 30th August, 1989)» (Концертная версия)            |              |

| №   | Название                                                                    | Длительность |
| --- | --------------------------------------------------------------------------- | ------------ |
| 1.  | «Welcome Home (Sanitarium) (Live)» (Концертная версия)                      |              |
| 2.  | «The Four Horsemen (Live)» (Концертная версия)                              |              |
| 3.  | «Harvester of Sorrow (Live)» (Концертная версия)                            |              |
| 4.  | «Eye of the Beholder (Live)» (Концертная версия)                            |              |
| 5.  | «Bass Solo (Live)» (Концертная версия)                                      |              |
| 6.  | «Master of Puppets (Live)» (Концертная версия)                              |              |
| 7.  | «Damage, Inc. (Live)» (Концертная версия)                                   |              |
| 8.  | «One (Live)» (Концертная версия)                                            |              |
| 9.  | «Seek & Destroy (Live)» (Концертная версия)                                 |              |
| 10. | «…And Justice for All (Live)» (Концертная версия) (Трек был отредактирован) |              |
| 11. | «Encore Jam (Live)» (Концертная версия)                                     |              |
| 12. | «Creeping Death (Live)» (Концертная версия)                                 |              |
| 13. | «Fade to Black (Live)» (Концертная версия)                                  |              |
| 14. | «Guitar Solo (Live)» (Концертная версия)                                    |              |
| 15. | «Battery (Live)» (Концертная версия)                                        |              |
| 16. | «Encore Jam #2 (Live)» (Концертная версия)                                  |              |
| 17. | «Last Caress (Live)» (Концертная версия)                                    |              |
| 18. | «Am I Evil? (Live)» (Концертная версия)                                     |              |
| 19. | «Whiplash (Live)» (Концертная версия)                                       |              |
| 20. | «Eye of the Beholder (Radio Edit)» (Радиоверсия)                            |              |
| 21. | «One (Radio Edit)» (Радиоверсия)                                            |              |
| 22. | «...And Justice for All (Radio Edit)» (Радиоверсия)                         |              |

| №   | Название                                                                                    | Длительность |
| --- | ------------------------------------------------------------------------------------------- | ------------ |
| 1.  | «Blackened (Live)» (Концертная версия) (Трек был отредактирован)                            |              |
| 2.  | «For Whom the Bell Tolls (Live)» (Концертная версия)                                        |              |
| 3.  | «Welcome Home (Sanitarium) (Live)» (Концертная версия)                                      |              |
| 4.  | «Leper Messiah (Live)» (Концертная версия)                                                  |              |
| 5.  | «Harvester of Sorrow (Live)» (Концертная версия)                                            |              |
| 6.  | «Eye of the Beholder (Live)» (Концертная версия)                                            |              |
| 7.  | «Bass Solo (Live)» (Концертная версия)                                                      |              |
| 8.  | «Master of Puppets (Live)» (Концертная версия)                                              |              |
| 9.  | «One (Live)» (Концертная версия)                                                            |              |
| 10. | «Seek & Destroy (Live)» (Концертная версия)                                                 |              |
| 11. | «…And Justice for All (Live)» (Концертная версия)                                           |              |
| 12. | «Encore Jam (Live)» (Концертная версия)                                                     |              |
| 13. | «Creeping Death (Live)» (Концертная версия)                                                 |              |
| 14. | «Fade to Black (Live)» (Концертная версия)                                                  |              |
| 15. | «Guitar Solo (Live)» (Концертная версия)                                                    |              |
| 16. | «Battery (Live)» (Концертная версия)                                                        |              |
| 17. | «Last Caress (Live at UIC Pavilion, Chicago, IL — 18th November, 1988)» (Концертная версия) |              |
| 18. | «Am I Evil? (Live at UIC Pavilion, Chicago, IL — 18th November, 1988)» (Концертная версия)  |              |
| 19. | «Whiplash (Live at UIC Pavilion, Chicago, IL — 18th November, 1988)» (Концертная версия)    |              |

| №   | Название                                                                            | Длительность |
| --- | ----------------------------------------------------------------------------------- | ------------ |
| 1.  | «Intro» (Съёмки из архива Ларса Ульриха)                                            |              |
| 2.  | «Barcelona» (Съёмки из архива Ларса Ульриха)                                        |              |
| 3.  | «Leiden» (Съёмки из архива Ларса Ульриха)                                           |              |
| 4.  | «San Francisco» (Съёмки из архива Ларса Ульриха)                                    |              |
| 5.  | «San Antonio» (Съёмки из архива Ларса Ульриха)                                      |              |
| 6.  | «Dallas» (Съёмки из архива Ларса Ульриха)                                           |              |
| 7.  | «Philadelphia» (Съёмки из архива Ларса Ульриха)                                     |              |
| 8.  | «Buffalo» (Съёмки из архива Ларса Ульриха)                                          |              |
| 9.  | «Auckland» (Съёмки из архива Ларса Ульриха)                                         |              |
| 10. | «Osaka» (Съёмки из архива Ларса Ульриха)                                            |              |
| 11. | «Hoffman Estates» (Съёмки из архива Ларса Ульриха)                                  |              |
| 12. | «Richfield» (Съёмки из архива Ларса Ульриха)                                        |              |
| 13. | «Thornville» (Съёмки из архива Ларса Ульриха)                                       |              |
| 14. | «Greenville» (Съёмки из архива Ларса Ульриха)                                       |              |
| 15. | «Atlanta» (Съёмки из архива Ларса Ульриха)                                          |              |
| 16. | «Biloxi» (Съёмки из архива Ларса Ульриха)                                           |              |
| 17. | «Concord» (Съёмки из архива Ларса Ульриха)                                          |              |
| 18. | «Irvine (Night #2)» (Съёмки из архива Ларса Ульриха)                                |              |
| 19. | «Irvine (Night #3)» (Съёмки из архива Ларса Ульриха)                                |              |
| 20. | «São Paulo (Night #1)» (Съёмки из архива Ларса Ульриха)                             |              |
| 21. | «São Paulo (Night #2)» (Съёмки из архива Ларса Ульриха)                             |              |
| 22. | «2 of One Introduction with Lars» (Материалы посвящённые синглу «One»)              |              |
| 23. | «One» (Материалы посвящённые синглу «One»)                                          |              |
| 24. | «One (Jammin’ Version)» (Материалы посвящённые синглу «One»)                        |              |
| 25. | «One (Live at the 31st Annual GRAMMY® Awards)» (Материалы посвящённые синглу «One») |              |
| 26. | «Intro» (Ранее не издавался) («One» B-Roll)                                         |              |
| 27. | «Band» (Ранее не издавался) («One» B-Roll)                                          |              |
| 28. | «Lars» (Ранее не издавался) («One» B-Roll)                                          |              |
| 29. | «Kirk» (Ранее не издавался) («One» B-Roll)                                          |              |
| 30. | «James» (Ранее не издавался) («One» B-Roll)                                         |              |
| 31. | «Jason» (Ранее не издавался) («One» B-Roll)                                         |              |
| 32. | «More Band» (Ранее не издавался) («One» B-Roll)                                     |              |

| №   | Название                                                                       | Длительность |
| --- | ------------------------------------------------------------------------------ | ------------ |
| 1.  | «The Ecstasy of Gold (Live)» (Концертная версия, ранее не издавалась)          |              |
| 2.  | «Blackened (Live)» (Концертная версия, ранее не издавалась)                    |              |
| 3.  | «For Whom the Bell Tolls (Live)» (Концертная версия, ранее не издавалась)      |              |
| 4.  | «Welcome Home (Sanitarium) (Live)» (Концертная версия, ранее не издавалась)    |              |
| 5.  | «Harvester of Sorrow (Live)» (Концертная версия, ранее не издавалась)          |              |
| 6.  | «The Four Horsemen (Live)» (Концертная версия, ранее не издавалась)            |              |
| 7.  | «The Thing That Should Not Be (Live)» (Концертная версия, ранее не издавалась) |              |
| 8.  | «Bass Solo (Live)» (Концертная версия, ранее не издавалась)                    |              |
| 9.  | «Master of Puppets (Live)» (Концертная версия, ранее не издавалась)            |              |
| 10. | «Fade to Black (Live)» (Концертная версия, ранее не издавалась)                |              |
| 11. | «Seek & Destroy (Live)» (Концертная версия, ранее не издавалась)               |              |
| 12. | «…And Justice for All (Live)» (Концертная версия, ранее не издавалась)         |              |
| 13. | «One (Live)» (Концертная версия, ранее не издавалась)                          |              |
| 14. | «Creeping Death (Live)» (Концертная версия, ранее не издавалась)               |              |
| 15. | «Guitar Solo (Live)» (Концертная версия, ранее не издавалась)                  |              |
| 16. | «Battery (Live)» (Концертная версия, ранее не издавалась)                      |              |
| 17. | «Encore Jam (Live)» (Концертная версия, ранее не издавалась)                   |              |
| 18. | «Last Caress (Live)» (Концертная версия, ранее не издавалась)                  |              |
| 19. | «Am I Evil? (Live)» (Концертная версия, ранее не издавалась)                   |              |
| 20. | «Damage, Inc. (Live)» (Концертная версия, ранее не издавалась)                 |              |
| 21. | «Blitzkrieg (Live)» (Концертная версия, ранее не издавалась)                   |              |
| 22. | «Breadfan (Live)» (Концертная версия, ранее не издавалась)                     |              |

| №   | Название                                                                                      | Длительность |
| --- | --------------------------------------------------------------------------------------------- | ------------ |
| 1.  | «Backstage Shit (Live)» (Концертная версия, ранее не издавалась, фанатская съёмка)            |              |
| 2.  | «The Ecstasy of Gold (Live)» (Концертная версия, ранее не издавалась, фанатская съёмка)       |              |
| 3.  | «Creeping Death (Live)» (Концертная версия, ранее не издавалась, фанатская съёмка)            |              |
| 4.  | «For Whom the Bell Tolls (Live)» (Концертная версия, ранее не издавалась, фанатская съёмка)   |              |
| 5.  | «Welcome Home (Sanitarium) (Live)» (Концертная версия, ранее не издавалась, фанатская съёмка) |              |
| 6.  | «The Four Horsemen (Live)» (Концертная версия, ранее не издавалась, фанатская съёмка)         |              |
| 7.  | «Harvester of Sorrow (Live)» (Концертная версия, ранее не издавалась, фанатская съёмка)       |              |
| 8.  | «Phantom Lord (Live)» (Концертная версия, ранее не издавалась, фанатская съёмка)              |              |
| 9.  | «Bass Solo (Live)» (Концертная версия, ранее не издавалась, фанатская съёмка)                 |              |
| 10. | «Master of Puppets (Live)» (Концертная версия, ранее не издавалась, фанатская съёмка)         |              |
| 11. | «Fade to Black (Live)» (Концертная версия, ранее не издавалась, фанатская съёмка)             |              |
| 12. | «No Remorse (Live)» (Концертная версия, ранее не издавалась, фанатская съёмка)                |              |
| 13. | «Seek & Destroy (Live)» (Концертная версия, ранее не издавалась, фанатская съёмка)            |              |
| 14. | «Last Caress (Live)» (Концертная версия, ранее не издавалась, фанатская съёмка)               |              |
| 15. | «Am I Evil? (Live)» (Концертная версия, ранее не издавалась, фанатская съёмка)                |              |
| 16. | «Motorbreath (Live)» (Концертная версия, ранее не издавалась, фанатская съёмка)               |              |
| 17. | «Hit the Lights (Live)» (Концертная версия, ранее не издавалась, фанатская съёмка)            |              |
| 18. | «Blitzkrieg (Live)» (Концертная версия, ранее не издавалась, фанатская съёмка)                |              |
| 19. | «Damage, Inc. (Live)» (Концертная версия, ранее не издавалась, фанатская съёмка)              |              |
| 20. | «Breadfan (Live)» (Концертная версия, ранее не издавалась, фанатская съёмка)                  |              |

| №   | Название | Длительность |
| --- | --- | ------------ |
| 1.  | «Intro» (Justice On Wheels — A Muchmusic Documentary)                                                                                              |              |
| 2.  | «The Road Crew» (Justice On Wheels — A Muchmusic Documentary)                                                                                      |              |
| 3.  | «The Fans» (Justice On Wheels — A Muchmusic Documentary)                                                                                           |              |
| 4.  | «The Band» (Justice On Wheels — A Muchmusic Documentary)                                                                                           |              |
| 5.  | «The Video» (Justice On Wheels — A Muchmusic Documentary)                                                                                          |              |
| 6.  | «Lars» (Masa Ito Interviews) (Ранее не издавалось)                                                                                                 |              |
| 7.  | «James» (Masa Ito Interviews) (Ранее не издавалось)                                                                                                |              |
| 8.  | «Jason» (Masa Ito Interviews) (Ранее не издавалось)                                                                                                |              |
| 9.  | «Kirk» (Masa Ito Interviews) (Ранее не издавалось)                                                                                                 |              |
| 10. | «Whiplash (Live At JFK Stadium, Philadelphia, PA – 11th June, 1988)» (Концертная версия, ранее не издавалась, любительская съёмка)                 |              |
| 11. | «Fade to Black (Live At JFK Stadium, Philadelphia, PA – 11th June, 1988)» (Концертная версия, ранее не издавалась, любительская съёмка)            |              |
| 12. | «Seek & Destroy (Live At RPI Field House, Troy, NY – 15th March, 1989)» (Концертная версия, ранее не издавалась, любительская съёмка)              |              |
| 13. | «Master of Puppets (Live At RPI Field House, Troy, NY – 15th March, 1989)» (Концертная версия, ранее не издавалась, любительская съёмка)           |              |
| 14. | «One (Live At RPI Field House, Troy, NY – 15th March, 1989)» (Концертная версия, ранее не издавалась, любительская съёмка)                         |              |
| 15. | «Master of Puppets (Live At AT Copps Coliseum, Hamilton, Ontario – 8th April, 1989)» (Концертная версия, ранее не издавалась, любительская съёмка) |              |
| 16. | «One (Live At AT Copps Coliseum, Hamilton, Ontario – 8th April, 1989)» (Концертная версия, ранее не издавалась, любительская съёмка)               |              |
| 17. | «Seek & Destroy (Live At AT Copps Coliseum, Hamilton, Ontario – 8th April, 1989)» (Концертная версия, ранее не издавалась, любительская съёмка)    |              |

## Участники записи
Данные взяты из буклета альбома.

| Metallica - Джеймс Хэтфилд — вокал, ритм-гитара; гитарные соло и акустическая гитара в «To Live Is to Die» - Ларс Ульрих — ударные - Кирк Хэмметт — соло-гитара - Джейсон Ньюстед — бас-гитара Оформление - Стивен Горман — дизайн конверта - Росс Халфин — фотограф - Pushead — иллюстрации - Reiner Design Consultants, Inc. — дизайн и вёрстка | Технический персонал - Metallica — сопродюсеры - Флемминг Расмуссен — сопродюсер, звукоинженер - Майкл Барбиро и Стив Томпсон — мастеринг - Майк Клинк — звукоинженер (ударные) - Джордж Коуэн — ассистент звукоинженера; - Боб Людвиг — мастеринг; - Тоби Райт — звукоинженер (дополнительный) |

## Чарты и сертификация
| Чарт (1988)    | Высшая позиция |
| -------------- | -------------- |
| Австралия      | 16             |
| Австрия        | 12             |
| Великобритания | 4              |
| Германия       | 5              |
| Испания        | 8              |
| Италия         | 19             |
| Канада         | 13             |
| Мексика        | 92             |
| Нидерланды     | 19             |
| Новая Зеландия | 36             |
| Норвегия       | 8              |
| США            | 6              |
| Финляндия      | 8              |
| Франция        | 130            |
| Швеция         | 5              |
| Швейцария      | 7              |

| Страна         | Статус        | Тираж     |
| -------------- | ------------- | --------- |
| Великобритания | Платиновый    | 300,000   |
| Германия       | Платиновый    | 500,000   |
| Канада         | 3× Платиновый | 300,000   |
| США            | 8× Платиновый | 8,000,000 |
| Финляндия      | Платиновый    | 100,000   |

## Награды и номинации
Грэмми
| Год  | Номинируемая работа  | Категория                        | Результат |
| ---- | -------------------- | -------------------------------- | --------- |
| 1989 | …And Justice for All | Лучшее хард-рок/метал исполнение | Номинация |
| 1990 | «One»                | Лучшее метал исполнение          | Победа    |

MTV Video Music Awards
| Год  | Номинируемая работа | Категория               | Результат |
| ---- | ------------------- | ----------------------- | --------- |
| 1989 | «One»               | Лучшее хэви-метал видео | Номинация |

### Документальный фильм
- VH1. Heavy: The Story of Metal[англ.] — «Part Four: Seek & Destroy». — rockDocs/VH1, 2006.